# Lý Thường Kiệt

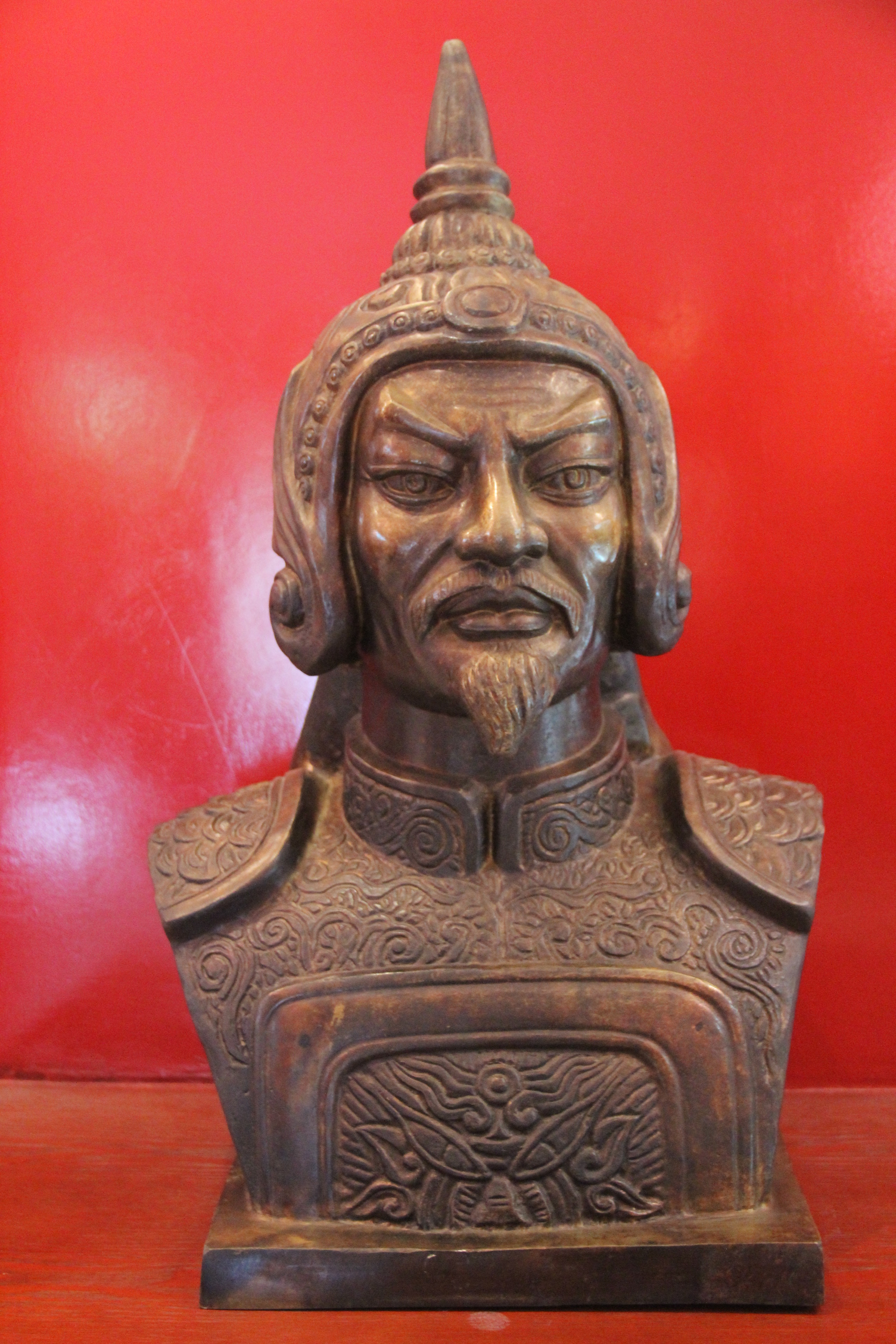
Lý Thường Kiệt

Lý Thường Kiệt (Chữ Hán: 李常傑; * 1019; † 1105) war ein vietnamesischer Militär, Politiker und Eunuch während der Lý-Dynastie im ehemaligen Staat Đại Việt. Er diente als Politiker während der Regierungszeiten der Könige Lý Thái Tông, Lý Thánh Tông und Lý Nhân Tông und erzielte viele große Erfolge, was ihn neben Lê Phụng Hiểu zu einer der besten Generäle der Lý-Dynastie machte.
Er erzielte seine größten und bekanntesten militärischen Verdienste beim Feldzug gegen Champa (1069), beim Angriffsfeldzug auf die Provinzen Yongzhou, Qinzhou und Lianzhou der Song-Dynastie (1075–1076) und bei der Abwehr der Song-Invasion unter der Führung von Guo Kui und Zhao Xie.
Im Jahr 2013 wurde er aufgrund seiner Verdienste vom Ministerium für Kultur, Sport und Tourismus (viet. Bộ Văn hóa, Thể thao và Du lịch) als einer der 14 Nationalhelden Vietnams aufgeführt.

## Herkunft

### Namensherkunft
Lý Thường Kiệt wurde im Bezirk Thái Hòa (太和坊), ein Ort innerhalb der Zitadelle Thăng Long im heutigen Hanoi, der Hauptstadt von Đại Việt, geboren. Laut Hoàng Xuân Hãn befand sich sein Geburtsort Thái Hòa an einem kleinen Berg im Westen der Zitadelle Thăng Long, südlich des Deichs Bách Thảo und in der Nähe der Abzweigung einer Pferderennbahn. Lý Thường Kiệts Nachname war ursprünglich nicht Lý, da er den königlichen Nachnamen erhielt. Was seinen ursprünglichen Nachnamen betrifft, gibt es heute zwei große kontroverse Theorien:
- Ngô-Nachnamentheorie: Diese Theorie basiert auf die Bücher „Genealogie der vietnamesischen Ngô-Familie“ und „Thần phổ Lý Thường Kiệt“ von Nhữ Bá Sĩ in der Nguyễn-Dynastie. Diesen Beweisen zufolge war sein ursprünglicher Name Ngô Tuấn (吳俊), der Name nach der Reife war Thường Kiệt (常傑). Nachdem er den königlichen Nachnamen erhalten hatte, wurde er Lý Thường Kiệt genannt. Er war der Sohn des Sùng-Tiết-Generals Ngô An Ngữ, der Enkel des Kriegsfürsten Ngô Xương Xí und der Urenkel von Ngô Xương Ngập, der älteste Sohn von Ngô Quyền.[3] Diese Theorie wurde am weitesten akzeptiert, aber sie wurde als eine neue Theorie angesehen, da die Beweise noch relativ jung entstanden waren, aus einer unbekannten Genealogie vorlag und während der Nguyễn-Dynastie verfasst wurde.
- Quách-Nachnamentheorie: Diese Theorie basiert auf die Stelen „An Hoạch Báo Ân tự bi ký“ aus dem Jahr 1100[4] und „Cồ Việt quốc Thái úy Lý công thạch bi minh tính tự“ aus dem Jahr 1159. Sie waren die Originalstelen der Lý-Dynastie und die Übersetzung ist in den Epitaphen aus den Lý- und Trần-Dynastien von Lâm Giang, Phạm Văn Thắm und Phạm Thị Hoa zu finden. Gemäß den Informationen beider Stelen hieß Lý Thường Kiệt ursprünglich Quách Tuấn. Ähnlich wie die Theorie des Ngô-Nachnamens erhielt er Thường Kiệt als den Namen nach der Reife. Laut der Stele war das Dorf An Xá im Bezirk Quảng Đức (im heutigen Bezirk Gia Lâm) sein Heimatsort. Sein Vater war Oberbefehlshaber unter der Herrschaft von Lý Thái Tông. Gemäß dem Buch Đại Việt sử lược war sein Vater der Oberbefehlshaber Quách Thịnh Ích (郭盛謚) und gemäß dem Buch An Nam Chí Lược war dies der Oberbefehlshaber Quách Thịnh Dật (郭盛溢),[# 2] der in den Bezirken Câu Lậu und Tế Giang, die sich im heutigen Bezirk Mỹ Văn in der Provinz Hưng Yên befanden, geboren. Nachdem ihm der Kaiser den königlichen Nachnamen gegeben hatte, wurde Quách Tuấn Lý Thường Kiệt genannt. Laut der Grabinschrift des Großkanzlers (viet. Thái úy) Đỗ Anh Vũ nannte Anh Vũs Vater Lý Thường Kiệt seinen Onkel.

Anhand der chinesischen Geschichtsbücher heißt es oft, dass Thường Kiệt entweder den Namen Lý Thường Cát oder Lý Thượng Cát trug. Lý Thường Kiệt hatte einen jüngeren Bruder namens Lý Thường Hiến (李常憲). Vielleicht war der Name „Thường Hiến“ wie bei seinem älteren Bruder der Name nach der Reife und nicht der echte Name. Im frühen Vietnam war es üblich, dass der Name nach der Reife eine ähnliche oder entgegengesetzte Bedeutung wie der echte Vorname hatte und aus Höflichkeitsgründen verwendet wurde, während man zu Hause nur den echten Vornamen verwendete.

### Familienherkunft
Laut dem Geschichtsbuch Đại Việt sử ký toàn thư (Komplette Chroniken von Đại Việt) stammte Lý Thường Kiệt aus einer Familie von erblich erfolgreichen Mandarinen. Das bedeutete, dass seine Familie aus dem Adel und der Beamtenklasse stammte.

## Karriere

### Frühe Lebensjahre

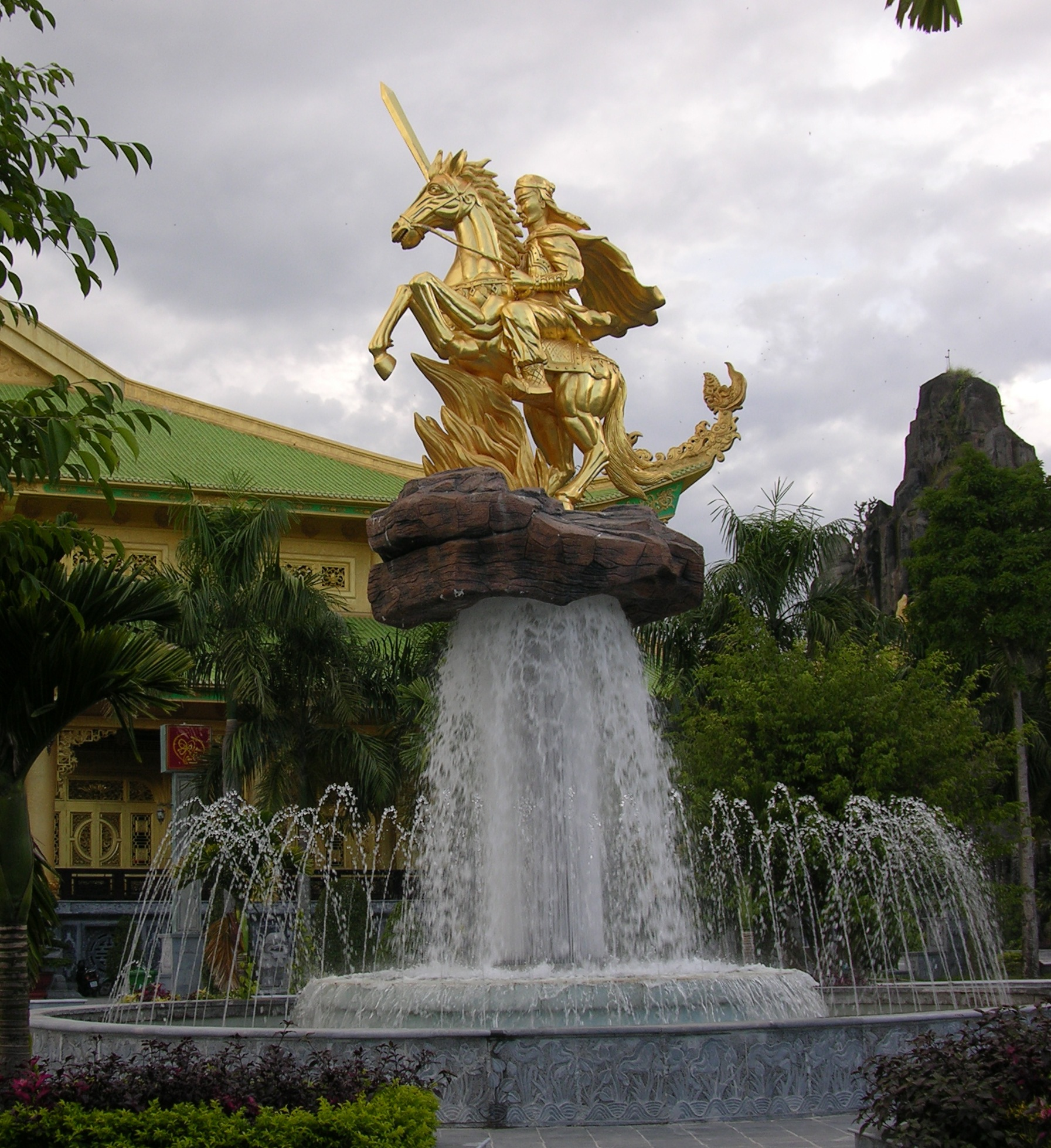
Reiterstandbild von Lý Thường Kiệt im Freizeitpark Đại Nam Văn Hiến

Lý Thường Kiệt erwies sich in jungen Jahren als ein willensstarker und energiegeladener Mensch, der Literatur und militärische Taktiken studierte und Kampfkünste praktizierte. Ungefähr in der Regierungsdevise Thiên Thành zu Lebzeiten von Lý Thái Tông starb sein Vater um 1031 während seiner Grenzpatrouille in Tượng Châu, Thanh Hóa. Thường Kiệt war damals dreizehn Jahre alt. Er konnte Tag und Nacht nicht aufhören zu weinen. Der Mann seiner Tante, Tạ Đức, adoptierte ihn und seinen jüngeren Bruder Lý Thường Hiến. Tạ Đức fragte Thường Kiệt nach seinen Ansichten und er antwortete:

“Về văn học, biết chữ để ký tên là đủ. Về võ học, muốn theo Vệ Thanh, Hoắc Khứ, lo đi xa vạn dặm để lập công, lấy được ấn phong hầu, để làm vẻ vang cho cha mẹ. Đó là sở nguyện.”

„In der Literatur reicht es, Briefe zu verstehen und zu unterschreiben. In den Kampfkünsten möchte ich Wei Qing und Huo Qubing folgen, Tausende von Meilen zurücklegen, um mir Verdienste zu erwerben und Siegel zu erhalten, damit meine Eltern stolz auf mich sein können. Das ist mein Wunsch.“

Tạ Đức lobte ihn für seinen Charakter, ließ Thường Kiệt seine Nichte Tạ Thuần Khanh heiraten und lehrte ihn die Infanterietaktik in den Militärbüchern der Familien Sun (Tôn) und Wu (Ngô). Als er 18 Jahre alt war, starb seine Mutter. Er und sein jüngerer Bruder kümmerten sich um die gesamte Beerdigung. Während der Opferzeremonie erledigte er alle Arbeiten selbst. Am Ende der Beerdigung wurde Thường Kiệt dank seines Adoptivvaters die Position eines Kavalleriehauptmanns, einen kleinen Dienstgrad in der Kavallerie, zugewiesen.

### Karriere unter der Herrschaften von Lý Thái Tông und Lý Thánh Tông
Lý Thường Kiệt diente unter der Herrschaft des Königs Lý Thái Tông als Eunuch aufgrund seines guten Aussehens. Nach dem Tod von Lý Thái Tông bestieg Kronprinz Lý Nhật Tôn den Königsthron um 1054 im Alter von 31 Jahren und wurde zum König Lý Thánh Tông. Unter Thánh Tôngs Regierungszeit diente Lý Thường Kiệt als Militäroffizier. Er war immer an der Seite des Königs und gab ihm oft Ratschläge.
Im Jahr 1061 verursachten die "Barbaren" (viet. Man) an der südwestlichen Grenze Unruhen. In der Geschichte von Lý Thường Kiệt im Buch Việt điện u linh wurde dieses Ereignis wie folgt verfasst: „Zu einer Zeit, als die Menschen im Südwesten gegen den königlichen Hof aufbegehrten, verursachten die Man Lao oft Unruhen. Der König sah, dass er ( Lý Thường Kiệt) fleißig, vorsichtig und nachsichtig war, also schickte er ihn als Kinh phỏng sứ, um die Regionen Thanh Hóa und Nghệ An zu inspizieren. Ihm wurde die Vollmacht erteilt, nach Belieben zu handeln. Er überzeugte die Menschen geschickt, sodass alle fünf Provinzen, sechs Bezirke, drei Quellen und vierundzwanzig Höhlen sich unterwarfen und Frieden herrschte.“ Jedoch wurde dieses Ereignis in einigen Geschichtsbüchern wie Đại Việt sử ký toàn thư oder Việt sử lược entweder nicht verfasst oder nur kurz gehalten. Lý Thường Kiệt war in diesem Ereignis 43 Jahre alt und erzielte erste militärische Verdienste.
Im Februar 1069 folgte Thường Kiệt König Lý Thánh Tông zum Angriffsfeldzug auf Champa. Thường Kiệt übernahm die Führung und nahm den Champa-König Rudravarman III. (viet. Chế Củ) gefangen. Der Angriffsfeldzug verlief erfolgreich. Am Ende musste Rudravarman III. kapitulieren und drei Provinzen abgeben, damit er in sein Land zurückkehren konnte. Aufgrund seiner Verdienste im Feldzug gegen Champa genoss Thường Kiệt an nationales Ansehen und hieß fortan offiziell Lý Thường Kiệt. Neben dieser Ehre erhielt er auch bedeutende Titel und Ämter.

### Regent für Lý Nhân Tông
König Lý Thánh Tông starb um 1072 und Kronprinz Lý Càn Đức bestieg im Alter von nur 7 Jahren den Thron, der später zu König Lý Nhân Tông wurde. Der Großkanzler ßßernannte Königin Dương thị als Königinmutter, die sich hinter den Kulissen Regierungsgeschäfte mitbestimmte. König Lý Nhân Tôngs leibliche Mutter, die Konkubine Ỷ Lan, durfte nicht an den Regierungsgeschäften teilnehmen. Also verließ sie auf Lý Thường Kiệt, der die Regentschaft übernehmen sollte. Zu diesem Zeitpunkt war Lý Thường Kiệt eine Position unter Lý Đạo Thành. Vier Monate später nach seiner Thronbesteigung erließ Lý Nhân Tông ein Edikt zur Absetzung der Königinmutter Thượng Dương, ihrer Gefangennahme zusammen mit 72 Hofdamen in einem Palast und anschließend deren Begrabung mit König Lý Thánh Tông. Es war ersichtlich, dass Lý Thường Kiệt und Ỷ Lan eine Rolle hinter diesem Edikt spielten.

### Krieg gegen die Song-Dynastie

#### Feldzug ins Territorium der Song-Dynastie

Đại-Việt-Truppen drangen in Yongzhou ein, das heute in der heutigen Stadt Nanning, Guangxi, lag. Dieses Gebiet ist dunkelblau hervorgehoben.

In den späten 1060er Jahren führte Wang Anshi die Neuen Reformen (chin. 新法; eng. New Policies) ein und die vorherrschende Stimmung des Irredentismus am Hofe Song Shenzongs führte zu neuen Regierungsformen. Lý Thường Kiệt betrachtete die sich ändernden wirtschaftlichen Beziehungen zwischen der Song-Dynastie und ihren Grenzvölkern als Abkehr vom traditionellen Tributparadigma. Wang forderte zugleich militärische Maßnahmen der kaiserlichen Truppen der Song. Im Frühjahr 1075 schickte Shenzong zwei Beamte, Shen Qi und Liu Yi, um Guizhou zu regieren. Sie wurden angewiesen, die Einheimischen in der Flusskriegsführung auszubilden und ihnen den Handel mit Đại Việt zu verbieten. Lý Thường Kiệt beschuldigte die Song, Truppen für einen Angriff auf Thăng Long ausgebildet zu haben.
Königinmutter Ỷ Lan hörte die Neuigkeiten und befahl Lý Thường Kiệt und Tông Đản, mehr als 100.000 Soldaten zum Feldzug gegen die Song-Dynastie anzuführen. Da Lý Thường Kiệt einen Angriff von den Song-Truppen erwartete, teilte er seine Armee in zwei Hälften. Der Plan sah vor, dass die erste Gruppe, die ein starkes Kontingent von 60.000 Truppen umfasste und von Tông Đản mit weiteren Generälen wie Thân Cảnh Phúc, Lưu Kỷ, Hoàng Kim Mãn und Vi Thủ An angeführt wurde, in Yongzhou einfallen und die Aufmerksamkeit der Truppen auf sich ziehen sollte. Die zweite Gruppe, die Hauptarmee, die aus einer Seestreitmacht aus 40.000 Truppen und Kriegselefanten bestand, sollte unbewachte Orte erobern. Im Oktober 1075 führte Tông Đản mit seinen Truppenkontingent entlang des Zuo-Flusses in das Gebiet der Song und eroberte die Garnisonen Yongping, Taiping, Huangshan, Xiping und Luzhou. In der Zwischenzeit eroberten die Seestreitkräfte von Thường Kiệt Qinzhou und Lianzhou. In dieser Kampagne präsentierte Thường Kiệt sich als Befreier des chinesischen Volkes. Er versuchte, die Chinesen auf seine Seite zu ziehen und ihnen von Wang Anshis "unterdrückerischen" Reformen zu befreien. Dies tat er, indem er sein Gedicht Phạt Tống lộ bố văn (Proklamation zum Straffeldzug gegen die Song-Dynastie) an den Orten verteilte, die die Đại-Việt-Truppen während des Feldzugs gegen die Song-Dynastie hindurchzogen.
Die beiden Armeen erreichten Yongzhou im Frühjahr 1076. Auf dem Weg versperrten sie jegliche Wege für die Verstärkungstruppen der Song. Zhang Shoujie, der Generalgouverneur der Provinz West-Guangnan, führte seine Verstärkungstruppen an, um die Đại-Việt-Streitkräfte zu vertreiben, doch Lý Thường Kiệt besiegte ihn. Schließlich wurde Zhang in der Schlacht am Kunlun-Pass enthauptet. Anschließend belagerten die Đại-Việt-Truppen Yongzhou. Nach einer 42-tägigen Belagerung wurden die Verteidigungsanlagen von Yongzhou am 1. März 1076 durchbrochen. Die 3.000 Mann starke Garnison wurde besiegt und die Stadt dem Erdboden gleichgemacht. Der Stadtkommandant Su Jian tötete seine eigene Familie und verbrannte sich selbst. Als Yongzhou durchbrochen wurde, weigerten sich dessen Bürger, sich Đại Việt zu unterwerfen. Lý Thường Kiệt befahl seinen Truppen, sie zu töten. Mehrere Quellen schätzen, dass die Gesamtzahl der von den Đại-Việt-Truppen getöteten Menschen während dieses Feldzugs, einschließlich der Belagerung von Yongzhou, 50.000 bis 100.000 betrug. Đại Việt erlitt einen Verlust von 10.000 Mann und einer Reihe von Kriegselefanten in dieser Angriffskampagne.
Als eine große Song-Armee eintraf, zogen sich Thường Kiệts Truppen zurück und nahmen große Mengen Beute und Tausende Gefangene aus den Provinzen Yongzhou, Qinzhou und Lianzhou mit.

#### Schlacht am Như-Nguyệt-Fluss
Nachdem Lý Thường Kiệt die Song-Armee in Yongzhou, Qinzhou und Lianzhou am Anfang 1076 besiegt hatte, stellte er seine Truppen sofort in den schwächsten Positionen für die Abwehr gegen die Song-Armee auf, falls diese eine Invasion wagen sollte. Die Infanterie wurde von Lý Thường Kiệt kommandiert und die Marine wurde von Hoằng Chân, Chiêu Văn và Lý Kế Nguyên geführt.
Im März 1076 schickte die Song-Dynastie Guo Kui, Zhao Xie und neun weitere Generäle mit einer mächtigen Armee von 100.000 Soldaten, 10.000 Schlachtrosse und 200.000 freiwillige Helfer nach Đại Việt. Die Song-Dynastie forderte Champa und Chenla für eine Invasion von Đại Việt, jedoch wagten die Armeen dieser beiden Länder nicht, Đại Việt zu invadieren. Die Song-Truppen drangen in das Territorium der Đại Việt ein, indem sie trotz des Widerstands lokaler Häuptlinge eine Abkürzung durch die nördlichen Gebirgsketten von Đại Việt bis zum Westufer des Flusses Phú Lương nahmen. In der Zwischenzeit trennte sich ein Flügel der Song-Armee, der nach Osten umkreiste, die Nachhut der Đại-Việt-Armee bei Chi Lăng erfolgreich angriff und zum Fluss Cầu marschierte. Im Jahr 1077 marschierten die Song-Truppen in Richtung Thăng Long, der Hauptstadt von Đại Việt. Die Streitkräfte der Song versammelten sich am Nordufer des Như-Nguyệt-Flusses in der heutigen Provinz Bắc Ninh. Lý Thường Kiệt betrachtete die Lage dieses Flusses als entscheidend für die Kriegsanstrengungen, da sie die letzte Chance für den Schutz der Gebiete nördlich der Hauptstadt dienten, in der sich die Gräber ehemaliger Herrscher und den Geburtsort des Dynastiegründers befanden. Danach befahl Thường Kiệt seinen Männern, am Südufer des Flusses Verteidigungsanlagen zur Abwehr der Invasion der Song-Dynastie, die sich auf Gebirgsflüsse, gefährliche Pässe, breite und tiefe Flüsse stützten, zu errichten. Diese Anlage bestand aus einem großen Erdwall, der durch Reihen von Bambuspfählen geschützt war. In der Zwischenzeit griff die Đại-Việt-Flotte unter Lý Kế Nguyêns Führung die Song-Flotte an der Mündung des Flusses Bạch Đằng, damit die Song-Flotte die Song-Infanterie nicht logistisch unterstützen konnte.
Lý Thường Kiệt versuchte, die Moral seiner Truppen zu stärken, indem er seiner Armee das Gedicht „Nam quốc sơn hà“ zitierte. Das Gedicht stärkte seine Truppen so sehr, dass sie einen erfolgreichen Gegenangriff starteten, was dazu führte, dass die Song-Truppen über den Fluss zurückgedrängt wurden. Die Song-Truppen versuchten erneut, den Fluss zu überqueren, aber Thường Kiệt hatte zuvor vor dem Verteidigungssystem Pfähle unter dem Flussbett des Như Nguyệt errichtet. Sie wurden somit erneut zurückgedrängt. Nach diesen Geschehnissen verloren die Song-Truppen noch mehr an Moral.
Aufgrund der steigenden Verluste auf beiden Seiten machte Lý Thường Kiệt 1077 Friedensangebote an den Song. Der Oberbefehlshaber der Song-Truppen, Guo Kui, erklärte sich bereit, seine Truppen abzuziehen. Guo behielt jedoch die fünf umstrittenen Regionen Quảng Nguyên, Tư Lang Châu, Môn Châu, Tô Mậu Châu und Quảng Lăng (in den heutigen Provinzen Cao Bằng und Lạng Sơn). Am Ende ihres Feldzuges gegen Đại Việt hatten die Song-Truppen, einschließlich Soldaten und Helfer, einen Verlust von etwa 60–70 % zu beklagen. Die Hälfte davon starb an "tropischen Krankheiten".

### Karriere nach dem Krieg gegen die Song-Dynastie
Nach dem Krieg gegen die Song-Dynastie war Đại Việt frei von jeglichen feindlichen Mächten. Zu diesem Zeitpunkt war König Lý Nhân Tông erst 12 Jahre alt. Lý Thường Kiệt trug weiterhin die Verantwortung beim Hof, beim Aufbau des Landes und beim Leben des Volkes. Er reparierte im Krieg beschädigte Deiche, Straßen und Pagoden und ergriff zahlreiche Maßnahmen zur Reform des Verwaltungsapparats im ganzen Land.
Im Jahr 1082 gab er sein Amt als Großkanzler (viet. Thái úy) auf und wurde in die Stadt Thanh Hoa geschickt. Dort arbeitete er 19 Jahre lang als Verwalter, bis König Lý Nhân Tông ihn im Jahr 1101 wieder an den königlichen Hof einlud. Zu diesem Zeitpunkt war er 82 Jahre alt. Er übernahm die Verantwortung aller Angelegenheiten innerhalb und außerhalb des Hofes.
Um 1103 verursachte Lý Giác in Diễn Châu in der heutigen Provinz Nghệ An Unruhen. Obwohl Lý Thường Kiệt zu diesem Zeitpunkt im hohen Alter war, meldete er sich dennoch freiwillig als Oberbefehlshaber zur Beseitigung der Unruhen von Lý Giác. Anschließend wurde Lý Giác besiegt und er floh nach Champa.
Nach den Feldzügen gegen Lý Giác und Champa von 1103 bis 1104 reorganisierte er die Armee, indem er Einheiten von der königlichen Garde bis zur Miliz überprüfte und verbesserte.

#### Weitere Feldzüge gegen Champa
Unter der Herrschaft von Lý Nhân Tông führte er nicht nur Truppen zum Angriff auf die Song-Dynastie an, sondern griff 1075 auch Champa an. Jedoch konnte er in diesem Feldzug keinen Sieg erringen.
Lý Giác floh nach Champa, nachdem er von Lý Thường Kiệt besiegt wurde. Die Champa-Armee nutzte diesen Grund, um Truppen zur Invasion der Grenze von Đại Việt zu entsenden. Im Jahr 1104 erhielt Lý Thường Kiệt erneut den Befehl, Truppen zum Angriff auf Champa zu führen. Lý Thường Kiệt errang den Sieg über Champa, wobei Champa die drei Provinzen, die sie besetzt hatten, an Đại Việt abtreten mussten. Dies war auch sein letzter Sieg.

## Tod
Im Juni 1105 starb Lý Thường Kiệt als Großkanzler im Alter von 86 Jahren. Lý Nhân Tông verlieh ihm posthum den Titel des Großkanzlers, des Militär- und Nationalbeauftragten (viet. Nhập nội điện đô tri Kiểm hiệu Thái úy bình chương Quân quốc trọng sự, chữ Hán: 入内殿都知檢校太尉平章軍國重事) und auch eines Provinzherzoges (viet. Việt quốc công, chữ Hán: 越國公) mit einem Lehen von 10.000 Haushalten. Sein jüngerer Bruder Lý Thường Hiến wurde erlaubt, ihm als Markgraf nachzufolgen.

## Autorschaft des Gedichts Nam quốc sơn hà
Das Gedicht Nam quốc sơn hà ist ein Gedicht mit unbekannter Herkunft, aber gemäß vielen vietnamesischen volkskundlichen Dokumenten könnte Lý Thường Kiệt der Autor dieses Gedichts sein. Darum gibt es immer noch viele Kontroversen um den genauen Autor dieses Gedichts.
Dieses Gedicht gilt als die erste Unabhängigkeitserklärung der vietnamesischen Geschichte, die damit dient, den Kampfgeist der Đại-Việt-Truppen gegen die chinesische Song-Armee zu stärken.
Bis heute ist das Gedicht Nam quốc sơn hà in Vietnam sehr bekannt und Lý Thường Kiệt wird als Nationalheld angesehen. Vietnamesen erweisen ihm noch immer Tribut und verehren ihn als Gottheit an seinem Schrein in Hanoi.
| Originale Version in Hán-Schrift                                                             | Chinesisch-vietnamesische Transkription | Modernes Vietnamesisch | Deutsche Übersetzung |
| -------------------------------------------------------------------------------------------- | --- | --- | --- |
| 南國山河 南 國 山 河 南 帝 居 截 然 定 分 在 天 書 如 何 逆 虜 來 侵 犯 汝 等 行 看 取 敗 虛 | Nam quốc sơn hà Nam quốc sơn hà Nam đế cư, Tiệt nhiên định phận tại thiên thư. Như hà nghịch lỗ lai xâm phạm, Nhữ đẳng hành khan thủ bại hư. | Sông núi nước Nam Sông núi nước Nam vua Nam ở, Rành rành định phận tại sách trời. Cớ sao lũ giặc sang xâm phạm? Chúng bay sẽ bị đánh tơi bời. | Berge und Flüsse des südlichen Landes Über Berge und Flüsse des Südens herrscht der Kaiser des Südens, Wie es für immer im Buch des Himmels geschrieben steht. Wie wagen es diese Barbaren, unser Land zu überfallen? Eure Armeen werden ohne Gnade vernichtet. |

### Vietnamesisch
- Hoàng Xuân Hãn: Lý Thường Kiệt. Nhà Xuất bản Hà Nội, 1996 (vietnamesisch).
- Trần Trọng Kim: Việt Nam sử lược. AbeBooks, 2016, ISBN 978-93-3362577-7 (vietnamesisch).

### Englisch und weitere Sprachen
- Bruce M. Lockhart, William J. Duiker: The A to Z of Vietnam. 2010, ISBN 978-0-8108-7646-0 (englisch).
- James A. Anderson: Battlefronts Real and Imagined: War, Border, and Identity in the Chinese Middle Period. Palgrave macMillan, 2008, ISBN 978-1-4039-6084-9 (englisch).
- K. W. Taylor: A History of the Vietnamese. Cambridge University Press, 2013, ISBN 978-1-107-24435-1 (englisch).
- Ben Kiernan: Việt Nam: a history from earliest time to the present. Oxford University Press, 2019, ISBN 978-0-19-005379-6.
- Georges Cœdès: The Making of South East Asia. University of California Press, 1966, ISBN 978-0-520-05061-7, S. 84.